# 天地総子
天地 総子（あまち ふさこ、1941年〈昭和16年〉1月3日 - 2019年〈平成31年〉1月6日）は、日本の歌手、声優、女優。最終所属はプロダクションフーコ。本名は岩澤 総子。

## 来歴・人物
東京都出身。国立音楽大学付属高等学校卒業。父はピアニスト・ピアノ教師の天地真佐雄。
童謡や子供向けの歌から、大人向けの歌までレパートリーは広い。特にコマーシャルソングを数多く2000曲以上も歌っており、楠トシエ、スリー・グレイセスと共に「コマソンの女王」とも称される。
阪田寛夫作詞、服部公一作曲で1965年10月にレコードで発売された「マーチング・マーチ」が40万枚を売り上げ、1965年の第7回日本レコード大賞童謡賞を受賞した。
2007年9月、これまでの歌の仕事をまとめた初のアルバム『天地総子大全〜フーコのコマソン・パラダイス』が発売された。
私生活では、1974年に当時広告代理店に勤務していた3歳年下の夫と結婚、1女を儲けた。夫とは1981年に離婚するも1984年に復縁した。晩年は板橋区に居住した。社会福祉活動を行い、地方公演も行っていた。
2019年1月6日、塞栓性脳梗塞のため、茨城県古河市の病院で死去。78歳だった。

## 出演作品
※「 - 」は役名

### 映画
- 元禄女大名（1960年、大映） - 腰元弥生
- 怪獣大奮戦 ダイゴロウ対ゴリアス（1972年、東宝） - 好子
- 大事件だよ全員集合!!（1973年、松竹） - 川上テツ子
- 襟裳岬（1975年、日活） - 瀬戸彩子
- トラック野郎・突撃一番星（1978年、東映） - 桑原花子

### テレビドラマ
- 東芝日曜劇場 / 土曜と月曜の間（1964年、TBS）
- エプロンおばさん（1967年、NTV）
- おれは男だ! 第16話（1971年、NTV）
- 好き! すき!! 魔女先生（1971年、ABC）※ナレーション、宇宙パトロール船ナンバー3の声
- 気になる嫁さん 第7話（1971年、NTV） - 谷岡ミヨコ
- 一心太助 第14話「人情勧進相撲」（1972年、CX / 国際放映） - 行司
- 1・2・3と4・5・ロク（1972年、TBS） - 浅川先生
- なんたって18歳!（1972年、TBS）
- キイハンター（TBS / 東映）
  - 第237話「出発進行!脅迫の凸凹指令」（1972年）
  - 第261話「魔女と黒猫が踊る夜」（1973年）
- 太陽にほえろ! 第66話「生きかえった白骨美人」（1973年、NTV / 東宝） - 川上美子鑑識員
- お姉ちゃん（1973年、TBS）
- もってのほか（1974年、MBS）
- 非情のライセンス 第2シリーズ 第39話「やさしい兇悪」（1975年、NET / 東映） - 湯山とき子
- バーディー大作戦  第50話「神出鬼没! おしゃれ泥棒」（1975年、TBS / 東映） - マダム・ヨーコ
- Gメン'75 第31話「男と女のいる特急便」（1975年、TBS / 東映） - 加納夫人
- 破れ奉行（ANB / 中村プロ） - 房枝 
  - 第14話「河童のわび証文」（1977年）
  - 第36話「待伏せ！老中暗殺」（1977年）
- 連続テレビ小説 / おていちゃん（1978年、NHK総合） - ふく
- ふしぎ犬トントン（1978年、CX） - 平間トシ子
- 東芝日曜劇場 / 博多どんたく恋人形（1979年）
- 熱中時代 第2シリーズ （NTV） - 藤森久美子
  - 第14話「北野先生をやめさせないで」（1980年）
  - 第26話「サギ師と裸の王様」（1981年）
  - 第36話「熱中先生と生徒会長」（1981年）
- 土曜ドラマ（NHK総合）
  - わが青春のブルース（1981年） - 小川
- 人間万事塞翁が丙午（1982年、TBS）
- 月曜ワイド劇場（ANB）
  - 深川通り魔殺人事件（1983年）- 寿司屋の女将
  - ガラスの家の暴力少女（1983年）
- 月曜ドラマランド / ピンクのラブソング（1986年、CX）
- 銀河テレビ小説 / まんが道シリーズ（1986年 - 1987年、NHK総合） - 才野茂の母

### テレビアニメ
- レインボー戦隊ロビン（1966年）
- メーテルリンクの青い鳥 チルチルミチルの冒険旅行（1980年） - ペリリュンヌ[7]
- とんでモン・ペ（1982年） - 花村モンペ[8]
- オバケのQ太郎（1985年 - 1987年）- Q太郎
- ドラえもん（テレビ朝日版第1期）（1993年） - Q太郎（ゲスト）

### 劇場アニメ
- どうぶつ宝島（1971年、キャシー）
- オバケのQ太郎 とびだせ! バケバケ大作戦（1986年、Q太郎）
- オバケのQ太郎 とびだせ! 1/100大作戦（1987年、Q太郎）

### 吹き替え

#### 洋画
- ダニー・ケイの牛乳屋 - ポリー・プリングル（ヴァージニア・メイヨ）[9]
- マペットの夢みるハリウッド - ミス・ピギー（フランク・オズ）※LD版
- メリー・ポピンズ - ウィニフレッド・バンクス
- ラッキー・レディ - クレア（ライザ・ミネリ）
- 愛の讃歌　エディット・ピアフの生涯 - エディット・ピアフ（ブリジット・アリエル）※NET日曜洋画劇場版

#### 海外ドラマ
- ER緊急救命室 - アビーの母（サリー・フィールド）
- 恐竜家族
- マペット・ショー - ミス・ピギー
- 名探偵モンク4
- デスパレートな妻たち - ソフィー
- 女刑事クリスティ　- クリスティ・ラブ<テレサ・グレイブス>

#### 海外アニメ
- わんわん物語 - サイとアム、ペグ

### ラジオ
- あなたの曲わたしの曲（NHKラジオ第1）
- 青島・フーコの天下のジョッキー（TBSラジオ。青島幸男とコンビを組んだDJ番組）
- 決定版!歌謡LPベスト5（TBSラジオ）
- 歌謡大行進（文化放送）水曜→月曜パーソナリティー
- フーコの歌暦（ラジオ関東〈現・アール・エフ・ラジオ日本〉）

### バラエティ
- 家族そろって歌合戦（TBS） - 3代目アシスタント
- やあ!やあ!ガキ大将（1968年11月3日 - 1969年12月28日、名古屋テレビ放送）
- 連想ゲーム（1970年4月 - 1978年3月、NHK総合） - 3代目紅組キャプテン
- 3時にあいましょう（TBS） - 2代目女性司会者
- 23時ショー（NET）
- おはよう!こどもショー（NTV） - 司会
- テレビ三面記事 ウィークエンダー  - リポーター[10]
- クイズ!脳ベルSHOW（BSフジ）2018年1月、ゲスト

### CM
- 学生服の赤塚 （北海道ローカルラジオCM）
- アート引越センター「荷造りご無用0123、あなたの街の0123、アート引越センターへ」
- ロート製薬 パンシロン
- 篠崎製菓（現・ライオン菓子） ライオネスコーヒーキャンディー
- サクマ製菓 サクマのチャオ
- 日本石油（現・ENEOS）「日石灯油だもんネ」
- 名古屋トヨペット ラジオ「行ってみようよ、名古屋トヨペット」
- 両口屋是清（東海地方ローカル）
- ロバ製菓（ぽんぽこだぬきのおまんじゅう）
- 八木山ベニーランドテーマソング（仙台市内の遊園地）

### 教材
- 学研 たのしいこども英語

### オーディオドラマ
- ピノキオ（1963年） - ピノキオ[11]
- ミッキーの仕立て屋（1963年） - ミニー姫[12]
- チップとデールのゆかいな仲間（1963年） -  チップ[12]
- コロムビア名作童話集（1965年） - 牛若丸[13]

## ディスコグラフィー

### シングル
| 発売年月日     | A面                                                                       | B面                                   | レーベル       | 規格品番   | 備考                               |
| -------------- | ------------------------------------------------------------------------- | ------------------------------------- | -------------- | ---------- | ---------------------------------- |
| 1962年         | おもちゃのチャチャチャ （真理ヨシコ）                                     | パパは日曜コックさん                  | 日本コロムビア | BK-3031    | 『うたのえほん』より               |
| 1964年9月20日  | 星空は歌ってる                                                            | 勇気を出して （鈴木やすし）           | 日本コロムビア | SAS-351    |                                    |
| 1965年         | ああ青春の鐘が鳴る                                                        | 若い夜                                | 日本コロムビア | SAS-408    | A面は水島正和と共唱                |
| 1965年3月20日  | 黄昏どき -トワイライト・ラブ-                                             | ほしかったのは心だけ                  | 日本コロムビア | SAS-446    |                                    |
| 1966年3月25日  | ねむの木の子守歌                                                          | ボクはボクはにいちゃんだ              | 日本コロムビア | SAS-692    | A面は吉永小百合、梓みちよと競作    |
| 1967年         | 怪獣王子の唄                                                              | 怪獣音頭 （森朋子）                   | テイチク       | KT-12      |                                    |
| 1967年6月15日  | ピッカリ・ビーのうた                                                      | ピッカリ・ビーはいいな （真理ヨシコ） | 日本コロムビア | SCS-32     | 『かみなり坊やピッカリ・ビー』より |
| 1968年         | 小さなアクセサリー                                                        | パパ長生きしてねッ                    | キング         | BS-770     |                                    |
| 1968年         | 進め!次郎丸                                                               | 鬼夜叉のブルース                      | キング         | BS-787     | 『海の次郎丸』より                 |
| 1968年6月1日   | 銀座ゴーゴー                                                              | 光の街銀座                            | キング         | BS-835     |                                    |
| 1969年         | 悲しきムーンストーン                                                      | ホワン・ホワン・ホワン                | キング         | BS-943     |                                    |
| 1970年4月20日  | チビラくん                                                                | ゴルバのうた （熊倉一雄）             | キング         | ES(H)-1002 | 『チビラくん』より                 |
| 1970年5月1日   | 男と女のマーチ                                                            | あなたのギター                        | キング         | BS-1210    |                                    |
| 1970年7月20日  | 101匹わんちゃん大行進テーマ・ソング （キューティーQ、ボーカル・ショップ） | 幸せを盗んだのはだれ                  | キング         | ES(H)-1006 | 『101匹わんちゃん大行進』より      |
| 1970年10月10日 | しっぽはぐぐんと （大山のぶ代）                                           | アイアイ ミコちゃん どこからぼくは    | キング         | ES(H)-1008 | 『のらくろ』より                   |
| 1972年         | お笑いオンステージの歌                                                    | 減点パパの唄                          | 東宝           | AT-1093    | 『お笑いオンステージ』より         |
| 1974年         | ケンにいちゃん                                                            | ねえ…                                 | アモン         | AMON-9     | 『ケンにいちゃん』より             |
| 1985年4月1日   | 大人になんかならないよ                                                    | BELIEVE ME （浜田良美）               | 日本コロムビア | CK-744     | 『オバケのQ太郎』より              |
| 1985年6月1日   | Qちゃん音頭                                                               | Qちゃんえかきうた                     | 日本コロムビア | CK-750     | 『オバケのQ太郎』より              |
| 1986年5月1日   | ぼくはオバQノンキなオバケ                                                 | あいうえオバQ                         | 日本コロムビア | CK-771     | 『オバケのQ太郎』より              |

### コンパクト盤
| 発売年月日     | タイトル                      | 曲名               | レーベル       | 規格品番 | 備考                           |
| -------------- | ----------------------------- | ------------------ | -------------- | -------- | ------------------------------ |
| 1965年10月20日 | かもつれっしゃのうた（1曲目） | マーチング・マーチ | 日本コロムビア | CPS-32   | コロちゃんレコード（ステレオ） |

### アルバム
| 発売年月日    | タイトル                                                  | レーベル           | 規格品番   | 備考 |
| ------------- | --------------------------------------------------------- | ------------------ | ---------- | ---- |
| 1974年2月25日 | 天地総子と東京ブギウギ                                    | 日本コロムビア     | ACE-7012   |      |
| 2007年9月22日 | 天地総子大全〜フーコのコマソン・パラダイス                | ウルトラ・ヴァイヴ | CDSOL-1187 |      |
| 2010年4月21日 | 天地総子と東京ブギウギ＋8〜天地総子コロムビア・イヤーズ〜 | 日本コロムビア     | COCP-36121 |      |

### コンピレーション
| 発売年月日    | 曲名                               | 収録アルバム                     | レーベル       | 規格品番      | 備考                                          |
| ------------- | ---------------------------------- | -------------------------------- | -------------- | ------------- | --------------------------------------------- |
| 1963年3月     | アイスクリームの歌                 | NHKみんなのうた 第2集            | ビクター       | LB-38         | 『みんなのうた』より                          |
| 1968年5月     | 街                                 | NHKみんなのうた Vol.4            | キング         | KR-1037       | 『みんなのうた』より                          |
| 1968年5月     | すてきな夜                         | NHKみんなのうた Vol.4            | キング         | KR-1037       | 『みんなのうた』より                          |
| 1968年5月     | 猫ふんじゃった                     | NHKみんなのうた Vol.4            | キング         | KR-1037       | 『みんなのうた』より                          |
| 1968年5月     | コックのポルカ                     | NHKみんなのうた Vol.4            | キング         | KR-1037       | 『みんなのうた』より                          |
| 1969年8月     | なにかいいことあるらしい           | NHKみんなのうた Vol.5            | キング         | KR-1053       | 『みんなのうた』より                          |
| 1971年        | 春を呼ぶマーチ                     | NHK みんなのうた Vol.6           | キング         |               | 『みんなのうた』より                          |
| 1976年        | 傷だらけのぼく                     | およげ!たいやきくん              | キャニオン     | E-1025        | 『ひらけ!ポンキッキ』より                     |
| 1987年9月21日 | ふたりは80才                       | NHKみんなのうた ベスト・アルバム | 日本コロムビア | 30CC-1818     | 『みんなのうた』より 下條アトムとのデュエット |
| 1998年6月20日 | ワンダフル・ワールド〜顔面新体操〜 | NHKみんなのうた ベスト50         | 日本コロムビア | COCC-15176〜7 | 『みんなのうた』より                          |

### コマーシャルソング
- パンシロンの歌（ロート製薬）
- 日石灯油だもんネ
- サクマのチャオ
- オリンパス・ペン
- ライオネスコーヒーキャンディー（ライオン菓子）
- アートコーポレーション「アート引越センター」※初代
- 積水ハウス（1980年代）
- 出前一丁（日清食品）
- 緑の車でこんにちは！（上新電機）
- 箕輪不動産（関東ローカル）
- ぽんぽこたぬきのおまんじゅう（ロバ製菓）（関東ローカル）
- パパ好み（松倉）（東北ローカル）※デューク・エイセスと共演
- 八木山ベニーランド（東北ローカル）※園内でCD購入可能[17]
- 千なり（両口屋是清、名古屋ローカル）
- 名古屋トヨペット（名古屋ローカル）
- でん六まめ

CMソングの多くは、CD『天地総子大全〜フーコのコマソン・パラダイス』、『懐かしのせんだいCM大百科』（2007年11月23日発売、エイエイピー東北支店。書籍流通。ISBN 978-4-9903860-0-9。天地総子は7曲収録）に収められている。

### NHKみんなのうた出演歴
▲はラジオのみの放送。
| 初放送                                         | 曲目                                | コーラス                      | 再放送                                                                                          |
| ---------------------------------------------- | ----------------------------------- | ----------------------------- | ----------------------------------------------------------------------------------------------- |
| 1962年（昭和37年）6月 - 7月                    | アイスクリームの歌                  | 旗照夫                        | 2016年（平成28年）6月 - 7月▲ 2022年（令和4年）8月 - 9月▲                                        |
| 1962年（昭和37年）10月 - 11月                  | カラスの歌                          | 旗照夫                        | （なし）                                                                                        |
| 1963年（昭和38年）8月 - 9月                    | トンチあそび                        | 東京放送児童合唱団            | （なし）                                                                                        |
| 1963年（昭和38年）10月 - 11月                  | お猿と鏡                            | フレーベル少年合唱団          | （なし）                                                                                        |
| 1963年（昭和38年）12月 - 1964年（昭和39年）1月 | サンタクロースにプレゼント          | （なし）                      | 2021年（令和3年）12月▲                                                                          |
| 1964年（昭和39年）4月 - 5月                    | ぎらぎらとひょろひょろとちかちか    | （なし）                      | （なし）                                                                                        |
| 1964年（昭和39年）6月 - 7月                    | 蛙                                  | 東京放送児童合唱団            | （なし）                                                                                        |
| 1964年（昭和39年）8月 - 9月                    | コックのポルカ                      | 東京放送児童合唱団            | 2003年（平成15年）12月 - 2004年（平成16年）1月 2006年（平成18年）8月 - 9月 2022年（令和4年）2月 |
| 1965年（昭和40年）2月 - 3月                    | 焼き栗                              | 東京放送児童合唱団            | （なし）                                                                                        |
| 1965年（昭和40年）8月 - 9月                    | おんぶおばけ                        | ヴォーカルショップ            | （なし）                                                                                        |
| 1966年（昭和41年）6月 - 7月                    | 五匹のかえる                        | ボニージャックス              | （なし）                                                                                        |
| 1966年（昭和41年）10月 - 11月                  | ねこふんじゃった                    | 東京放送児童合唱団            | 1967年（昭和42年）2月 - 3月 2021年（令和3年）2月 2025年（令和7年）6月 - 7月                     |
| 1968年（昭和43年）2月 - 3月                    | 何かいいことあるらしい              | （なし）                      | 2016年（平成28年）12月 - 2017年（平成29年）1月▲                                                 |
| 1968年（昭和43年）6月 - 7月                    | ぶんぬけた                          | 大阪放送児童合唱団            | （なし）                                                                                        |
| 1969年（昭和44年）10月 - 11月                  | ラッパと少年                        | （なし）                      | 発掘スペシャルVol.1 2013年（平成25年）10月 - 11月                                               |
| 1970年（昭和45年）2月 - 3月                    | 春を呼ぶマーチ                      | 杉並児童合唱団                | 2013年（平成25年）2月 - 3月▲ 2016年（平成28年）2月 - 3月▲                                       |
| 1970年（昭和45年）12月 - 1971年（昭和46年）1月 | 風と光と（スキーのうた）            | 東京少年少女合唱隊            | 1973年（昭和48年）2月 - 3月 2015年（平成27年）2月 - 3月▲                                        |
| 1974年（昭和49年）4月 - 5月                    | ゆかいなめざまし時計                | 川崎少年少女合唱団            | 2012年（平成24年）4月 - 5月▲ 2016年（平成28年）2月                                              |
| 1986年（昭和61年）8月 - 9月                    | ふたりは80才                        | 下條アトム 東京放送児童合唱団 | （詳細）                                                                                        |
| 1988年（昭和63年）10月 - 11月                  | みんなでステップ                    | 東京放送児童合唱団            | （なし）                                                                                        |
| 1989年（平成元年）10月 - 11月                  | ワンダフル・ワールド ～顔面新体操～ | （なし）                      | （なし）                                                                                        |
| 1992年（平成4年）8月 - 9月                     | そっくり母娘                        | （なし）                      | 1996年（平成8年）4月 - 5月 2016年（平成28年）4月 - 5月▲                                         |

出演は全22回で、女性ソロ歌手としては過去最多。

### その他
- せっけんで手を洗おう（ハイ！石ケンで手を洗おう！）※ソノシート。E-5950。手洗い運動推進本部によって全国の小学校に配布され給食前に放送されていた。作詞：伊藤アキラ、作曲・編曲：服部克久
- 捨て犬の唄（ワンサくん）
- 全国こども電話相談室テーマ曲
- 銀色の真昼（戯曲『スタア』挿入歌。作詞：筒井康隆、作曲：山下洋輔。CD『天地総子大全〜フーコのコマソン・パラダイス』にて初商品化）

## 関連人物・項目
- 山川静夫
- 加藤芳郎
- 楠トシエ
- 藤本房子
- 串田アキラ
- 松崎しげる
- 西浦達雄
- 三木鶏郎
- 小林亜星
- キダ・タロー
- あゆみの箱 - 2020年まで存在した旧（公益） 社団法人時代に副会長を務めた。